# 朱鼎𡝫
朱鼎𡝫（㴗）（1614年—？），号樂園，山西平阳府稷山县籍，绛州人，明朝宗室進士。

## 生平
万历四十二年（1614年）甲寅六月初六日生，襲封奉国中尉，治礼记，崇祯十五年（1642年）壬午科山西乡试第三十名举人，崇禎十六年（1643年）聯捷癸未科会试三百八十一名，殿试三甲一百八十五名進士。
弘光元年（1645年），授福建龙溪县知县。

## 家族
曾祖朱充煚。祖朱廷郅。父朱鼐镌，封奉国中尉。